# 土岐頼旨
土岐 頼旨（とき よりむね、文化2年（1805年） - 明治17年（1884年）4月2日）は、江戸時代後期（幕末）の旗本、幕臣。官位は丹波守、禄高は7000石。知行地は常陸国小文間村（現・取手市）など。上野沼田藩土岐家の分家、溜池土岐家第6代。子に頼礼（頼徳）、小出秀実らがいる。

## 生涯
江戸生まれ。出身は江戸崎土岐家系統の旗本。土岐朝旨の子として生まれ、溜池（赤坂の町名）土岐家の土岐頼量（沼田藩土岐定経の子）の婿養子になる。
文政5年（1822年）9月26日に寄合より火事場見廻となったのを始めに文政12年（1829年）12月24日に西丸目付、文政13年（1830年）11月20日に本丸目付天保7年（1836年）1月11日に普請奉行、天保9年（1838年）2月12日の作事奉行を経て天保12年（1841年）に勘定奉行に就任した。天保13年（1842年）4月15日に書院番頭に移り、天保14年（1843年）9月8日に下田奉行、天保15年（1844年）2月8日に浦賀奉行となり、弘化2年（1845年）にマーケイター・クーパー指揮下のアメリカ捕鯨船マンハッタン号が日本人漂流者を江戸に送り届けたいことを幕府に届け出た時、浦賀で漂流民を受け取るべきと幕府に上申、認められてマンハッタン号を浦賀に入港させ、漂流民を受け取った。同年3月20日、大目付兼海岸防禦御用掛（海防掛）に異動、弘化3年（1846年）3月28日に大番頭、嘉永5年（1852年）7月8日に留守居に移る。
安政2年（1855年）2月5日、老中阿部正弘が安政の改革の一環として設置した講武所の総裁に跡部良弼と共に任命される。また、8月9日には大目付兼海岸防禦御用掛（海防掛）にも再任され、幕末の海防に携わった。安政4年（1857年）11月には老中堀田正睦の命により、川路聖謨と共にアメリカ総領事タウンゼント・ハリスと日米修好通商条約の交渉に当たった。また翌安政5年（1858年）2月にはオランダとの交渉にも携わっている。
将軍継嗣問題に関しては一橋派に属して一橋慶喜の擁立を図り、松平慶永と通じたり、南紀派の井伊直弼・松平忠固らの駆逐計画について岩瀬忠震と議したりしていたが、安政5年（1858年）5月6日に突如大目付を免ぜられ、大番頭へ左遷させられた。さらに翌年の安政6年（1859年）10月19日には安政の大獄により職を免ぜられ、隠居・差控を命じられた。
その後は公職に復帰することなく、明治17年（1884年）に没した。享年80。

## 経歴
- 文政5年（1822年）9月26日、寄合より火事場見廻
- 文政10年（1827年）8月14日、寄合肝煎
- 文政12年（1829年）12月24日、西丸目付
- 文政13年（1830年）11月20日、本丸目付
- 天保7年（1836年）1月11日、普請奉行
- 天保9年（1838年）2月12日、作事奉行
- 天保11年（1840年）3月2日、西丸普請で骨折、500石加増。家禄は3500石になる。
- 天保12年（1841年）5月13日、勘定奉行公事方。6月12日に勝手方に移る。
- 天保13年（1842年）4月15日、書院番頭
- 天保14年（1843年）9月8日、下田奉行
- 天保15年（1844年）2月8日、浦賀奉行
- 弘化2年（1845年）3月20日、大目付兼海岸防禦御用掛
- 弘化3年（1846年）3月28日、大番頭
- 嘉永5年（1852年）7月8日、留守居　家禄は7000石になる。
- 安政2年（1855年）2月5日、講武所総裁。8月9日、大目付・海岸防禦御用掛に再任。
- 安政5年（1858年）3月5日、道中奉行を兼任。5月6日、大目付罷免、大番頭に再任。
- 安政6年（1859年）10月19日、罷免、隠居、差控。